# 为黛茜小姐开车
《山水喜相逢》（英語：Driving Miss Daisy）是1989年华纳兄弟娱乐公司根据Alfred Uhry同名戏剧改编的电影，获第62屆奥斯卡最佳影片奖，潔西卡·坦迪曾因此以80岁的高龄获得提名并得奖成为了奥斯卡女主角历史上最年长的女性得獎者。

## 剧情
故事通过一位高龄的犹太妇人黛西小姐（Miss Daisy）的家庭生活，上犹太教堂，与朋友相处，以及她的恐惧与她对某些事情的关心等一系列表现，刻劃了黛西这个人物形象。一开始她对新来的心态非常乐观积极的司机虎克是持排斥的态度，但是后来通过与虎克之间的不断相处，两人建立起了亲密与信任的关系。黛西代表了富贵的白人群体，而虎克则代表了广大的黑人普通平民，黛西对虎克态度的转变也象征着美国50，60年代黑人种族歧视现象的渐渐消失以及种族间的和谐相处。

## 角色
- 摩根·費里曼 飾 虎克·柯爾本（Hoke Colburn）
- 潔西卡·坦迪 飾 黛西·韋桑（Daisy Werthan）
- 丹·艾克洛德 飾 博利·韋桑（Boolie Werthan）
- 帕蒂·盧波恩 飾 芙蘿琳·韋桑（Florine Werthan）
- 愛絲特·羅爾 飾 愛黛拉（Idella）
- 瓊安·哈夫里拉 飾 麥克萊契里小姐（Miss McClatchley）
- 威廉·霍爾二世 飾 奧斯卡（Oscar）
- 妙麗葉兒·摩爾 飾 蜜莉安（Miriam）
- 席薇亞·凱勒 飾 碧拉（Beulah）

## 獎項
- 金球奖（音乐或喜剧类）
- 最佳電影
- 最佳男主角
- 最佳女主角
- 第62屆奧斯卡（九提四中）
- 最佳電影
- 最佳改編劇本
- 最佳女主角，傑西卡·坦迪
- 最佳化妝
- 其餘五項提名分別為最佳男主角（摩根·弗里曼），最佳男配角（丹·艾克羅伊德），最佳藝術指導，最佳服裝設計以及最佳剪輯